# Mādhav nationalpark
Mādhav National Park är en nationalpark i Indien. Den ligger i delstaten Madhya Pradesh, i den centrala delen av landet, 300 km söder om huvudstaden New Delhi. Mādhav National Park ligger 425 meter över havet.